# Pataky Miklós
Pataky Miklós, 1918-ig Pazur (Budapest, 1899. július 29. – Budapest, Erzsébetváros, 1949. május 21.) magyar színész, színházi rendező.

## Élete
Pazur Béla (Albert) vadász és Fekete Julianna (1857–1937) fia. Rózsahegyi Kálmán színiiskolájában végzett. Pályáját 1920–21-ben Makón kezdte, majd 1921–22-ben Újpesten, 1923–24-ben Győrben, 1925–26-ban Pécsett játszott és rendezett. 1928-ban a Szentiványi-féle Országos Művész Színház rendező-színésze lett és ezzel a társulattal szerepelt Nyíregyházán, Cegléden és Veszprémben. 1929–30-ban a Belvárosi, 1935-től 1940-ig a Magyar Színház, 1940–41-ben a Magyar és Andrássy úti Színház, 1941–42-ben az Andrássy úti, 1942–43-ban a Fővárosi Operettszínház, 1943–44-ben az Új Magyar Színház tagja volt. A második világháború után a Nemzeti Színházhoz szerződött. 1946-ban a Béke, 1948-ban a Művész Színházban lépett fel. Erős, karakterizáló képességű jellemszínész volt.

## Magánélete
Házastársa Lantos Klára Terézia volt.

## Szerepei

### Főbb színházi szerepei
- Goethe: Faust – Mephisto
- Molière: A képzelt beteg – Purgon orvos
- Gárdonyi Géza: A bor – Baracs Imre
- Niccolò Machiavelli: Mandragóra – Ligurio
- Shakespeare: Sok hűhó semmiért – János gróf
- Priestley: Veszélyes forduló – Charles Stauton
- Szimonov: Orosz emberek – Panin
- Shakespeare: Othello – Brabantio
- G. B. Shaw: Szerelmi házasság – Cocane
- Vörösmarty Mihály: Csongor és Tünde – Kalmár

### Filmszerepei
- Pogányok (1936) – táltos
- Torockói menyasszony (1937) – szökött katona
- Viki (1937) – Péteri, Feri párbajsegéde
- Hotel Kikelet (1937) – Mária ügyvédje
- Mámi (1937) – rendőr
- Két fogoly (1937) – tiszt
- Tokaji rapszódia (1937) – alkalmazott Baracskay birtokán
- Pillanatnyi pénzzavar (1937–38) – ügyvéd
- Az örök titok (1938)
- Elcserélt ember (1938) – őrnagy
- 13 kislány mosolyog az égre (1938) – a divatáruház igazgatója
- Magyar feltámadás (1938–39) – börtönigazgató
- Bors István (1938–39)
- 5 óra 40 (1939) – államrendőrségi detektív
- Karosszék (1939) – Dr. Bihari Károly ügyvéd
- A miniszter barátja (1939) – a miniszter titkára
- Semmelweis (film, 1939) – Dr. Skoda belgyógyász
- Sárga rózsa (1940) – lódoktor
- Leányvásár (1941) – rendőrfőnök
- András (1941) – Berend jogtanácsos
- Három csengő (1941) – szállodadetektív
- Az ördög nem alszik (1941) – komornyik
- Kísértés (1941) – igazgató
- Egy asszony visszanéz (1941–42) – színész
- Dr. Kovács István (1942) – Tihaméri, tanár
- Negyedíziglen (1942) – főszolgabíró
- Jelmezbál (1942) – detektív
- Férfihűség (1942) – főpincér
- Keresztúton (1942) – szállodatitkár
- Pista tekintetes úr (1942) – ügyvéd
- Ópiumkeringő (1942) – rendőrtanácsos
- Szeptember végén (1942)
- Házassággal kezdődik (1943) – rendőrfogalmazó
- Jómadár (1943) – főszolgabíró
- Makacs Kata (1943) – Dr. Fekete ügyvéd
- Kerek Ferkó (1943) – Fekete, tanácstag
- Zenélő malom (1943) – Szigethy Tamás közjegyző
- És a vakok látnak… (1943) – Dr. Benkő Albert ügyvéd
- Menekülő ember (1943) – Zentay méltóságos úr
- Sári bíró (1943) – Pengő Kovács
- Örök március (1943, rövid)
- Gazdátlan asszony (1944) – rendőr
- Tűz (1948) – Winter, az üzemi bizottság tagja
- Talpalatnyi föld (1948) – számtartó úr